# Casa dei Dioscuri

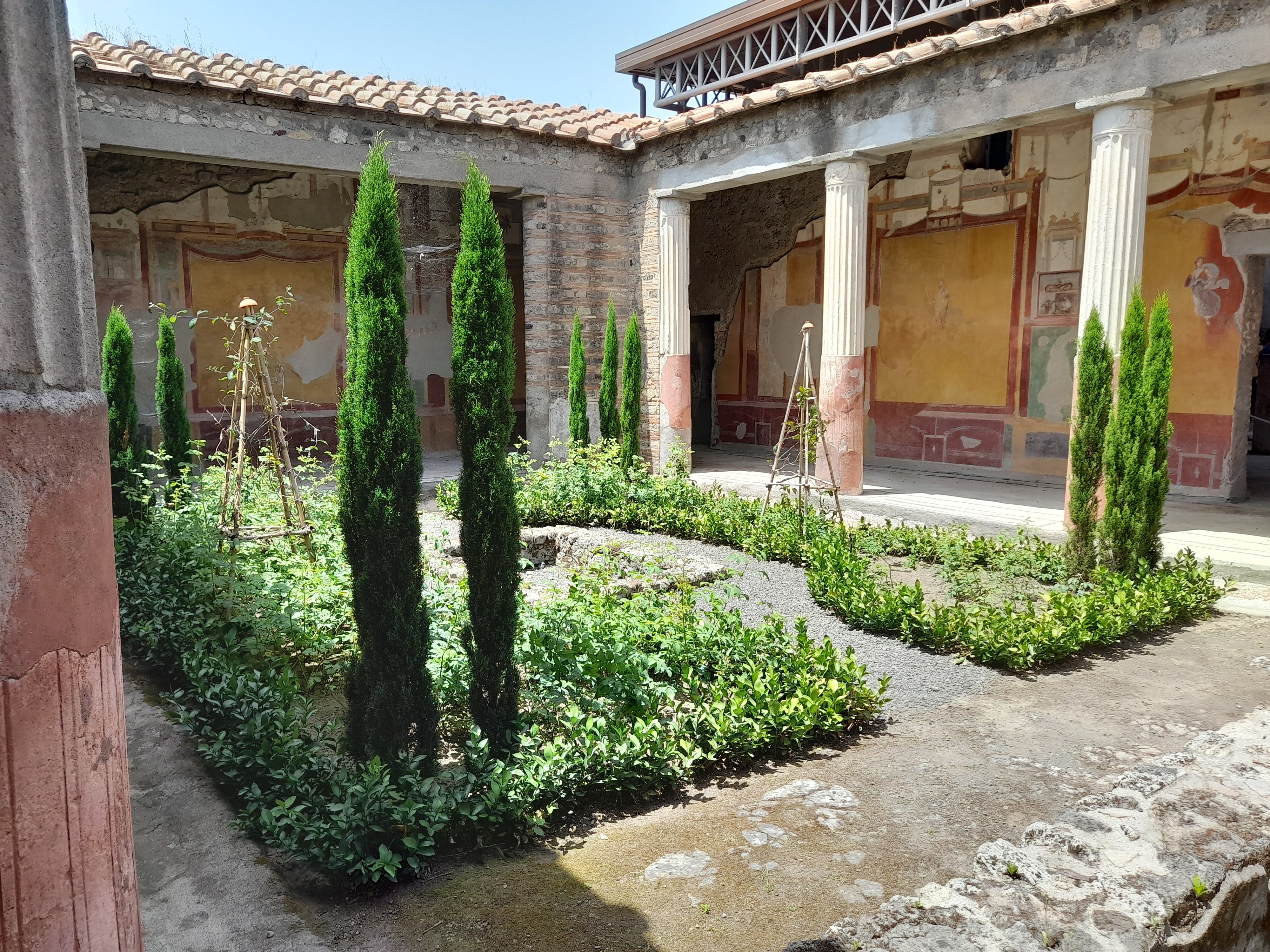
Peristyl des Hauses

Bei der Casa dei Dioscuri (Haus der Dioskuren) handelt es sich um ein großes Wohnhaus in Pompeji (VI, 9, 6), das einer wohlhabenden Familie gehört haben muss. Es wurde 1826, 1828 und dann 1837 ausgegraben. Im Haus fanden sich viele herausragende Wandmalereien, von denen viele schon früh aus der Wand geschnitten wurden und sich heute im Archäologischen Nationalmuseum Neapel, aber auch in anderen Sammlungen befinden. Das Haus ist heute zum Teil modern überdacht. Es ist unsicher, wer das Haus zuletzt bewohnte. Die Familie der Nigidii mit N. Nigidius Fuscus, M. Nigidius Vaccula und Cn. Caetronius Eutychus kommt mit einiger Sicherheit in Frage.

## Beschreibung
Das Haus besitzt ein Atrium (korinthisches Atrium) mit zwölf Tuffsäulen und zwei Peristylen. Es hatte einst zwei Stockwerke. Das obere Stockwerk war nach der Ausgrabung noch zum Teil erhalten, wurde aber aus Sicherheitsgründen abgetragen. Das große Haus entstand durch die Zusammenlegung zweier kleinerer Wohnhäuser. Ein Großteil der Räume ist mit Malereien im 4. Stil ausgestattet, die zum Teil von derselben Werkstatt wie die Malereien im Haus der Vettier stammen. Das Haus erhielt seinen modernen Namen aufgrund der Bilder der Dioskuren, die sich in den Fauces befanden. Die Bilder befinden sich heute in Neapel, aber vor Ort sind Kopien angebracht worden.
Vor allem die Wandgemälde aus dem Haus werden immer wieder in der Literatur abgebildet und diskutiert. Ein Wandgemälde, das Perseus und Andromeda zeigt, wird als Kopie eines Bildes des hellenistischen Malers Nikias von Athen gedeutet, von dem aus schriftlichen Quellen bekannt ist, dass er ein Bild mit diesen Figuren malte. Das Bild des Achilles auf Skyros mag auf ein frühhellenistisches Vorbild zurückgehen. Das letztere Bild wird von Lawrence Richardson Jr. dem Achilles-Maler zugeschrieben, der namentlich nicht bekannt ist und in der Forschung einen Notnamen erhielt, um sein Werk unter einem Namen zusammenfassen zu können. Das Achilles-Bild hier ist dabei namensgebend für den Maler. Es wurde mehrmals vermutet, dass dieses Bild auf ein hellenistisches Original von Athenion von Maroneia zurückgeht, von dem wiederum aus schriftlichen Quellen ein solches Bild bekannt ist.

## Galerie

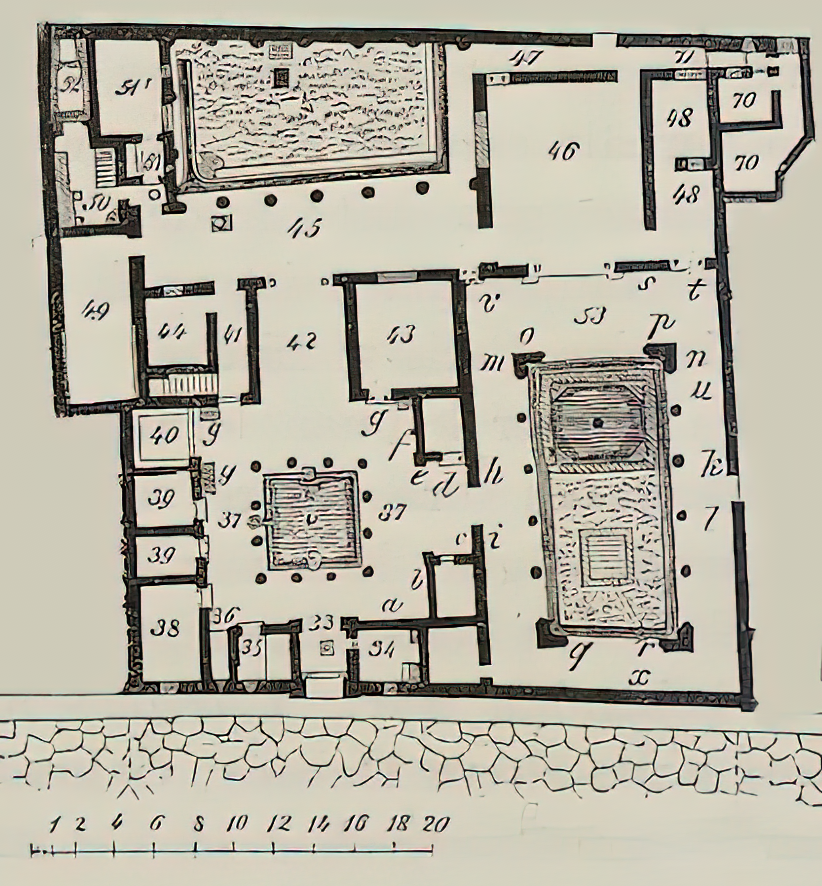
Grundriss des Hauses
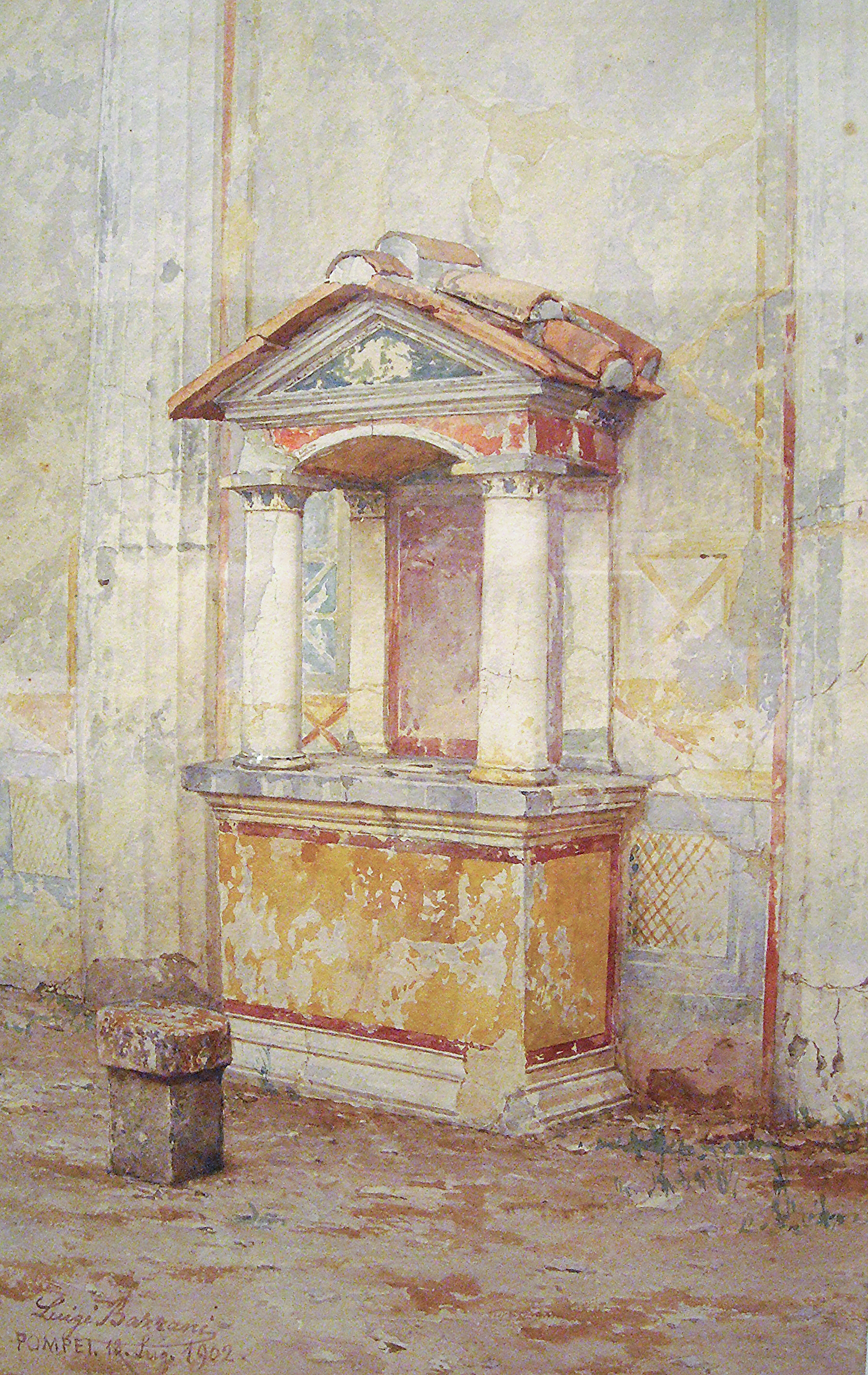
Lararium
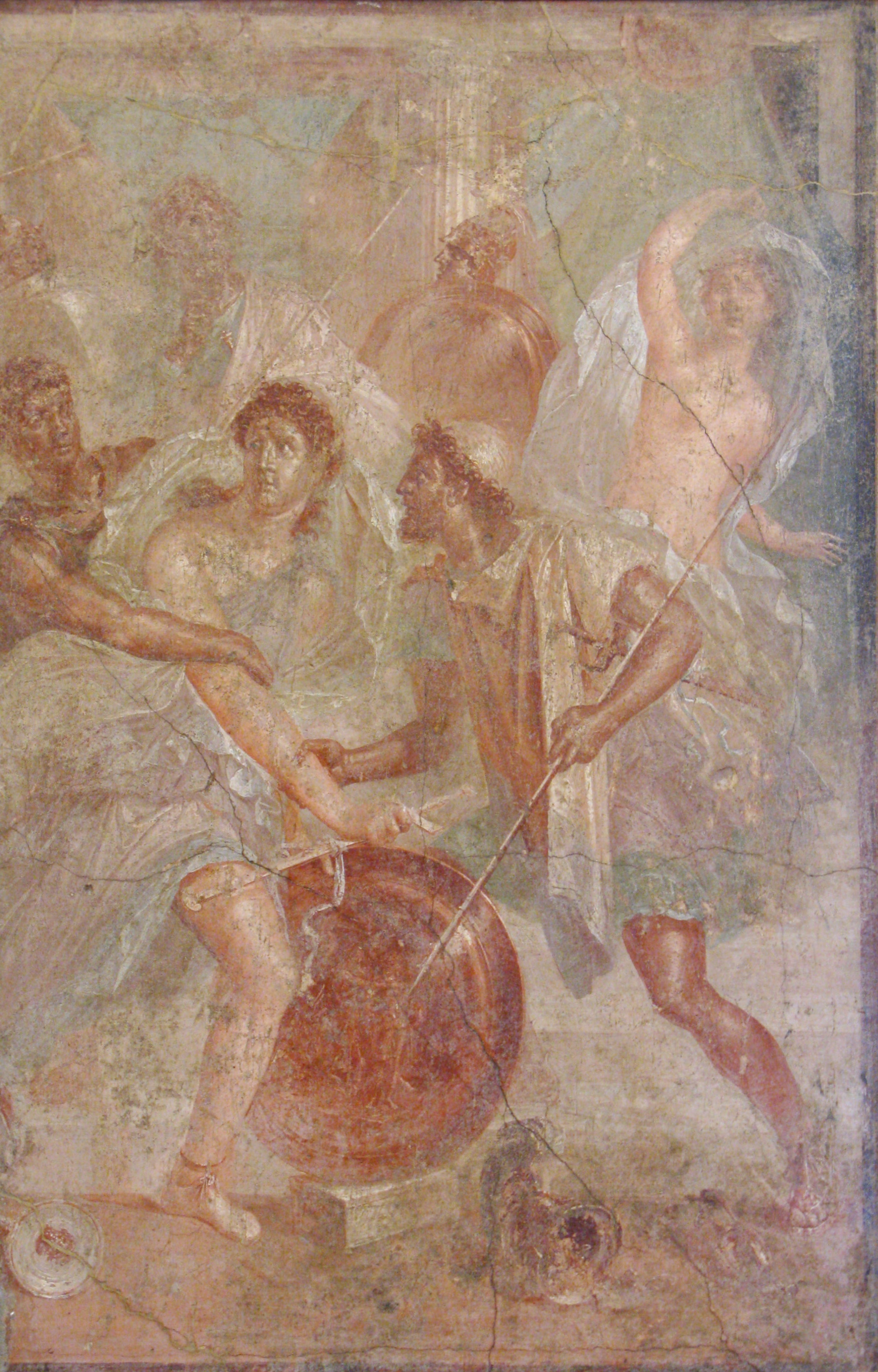
Achilles auf Skyros
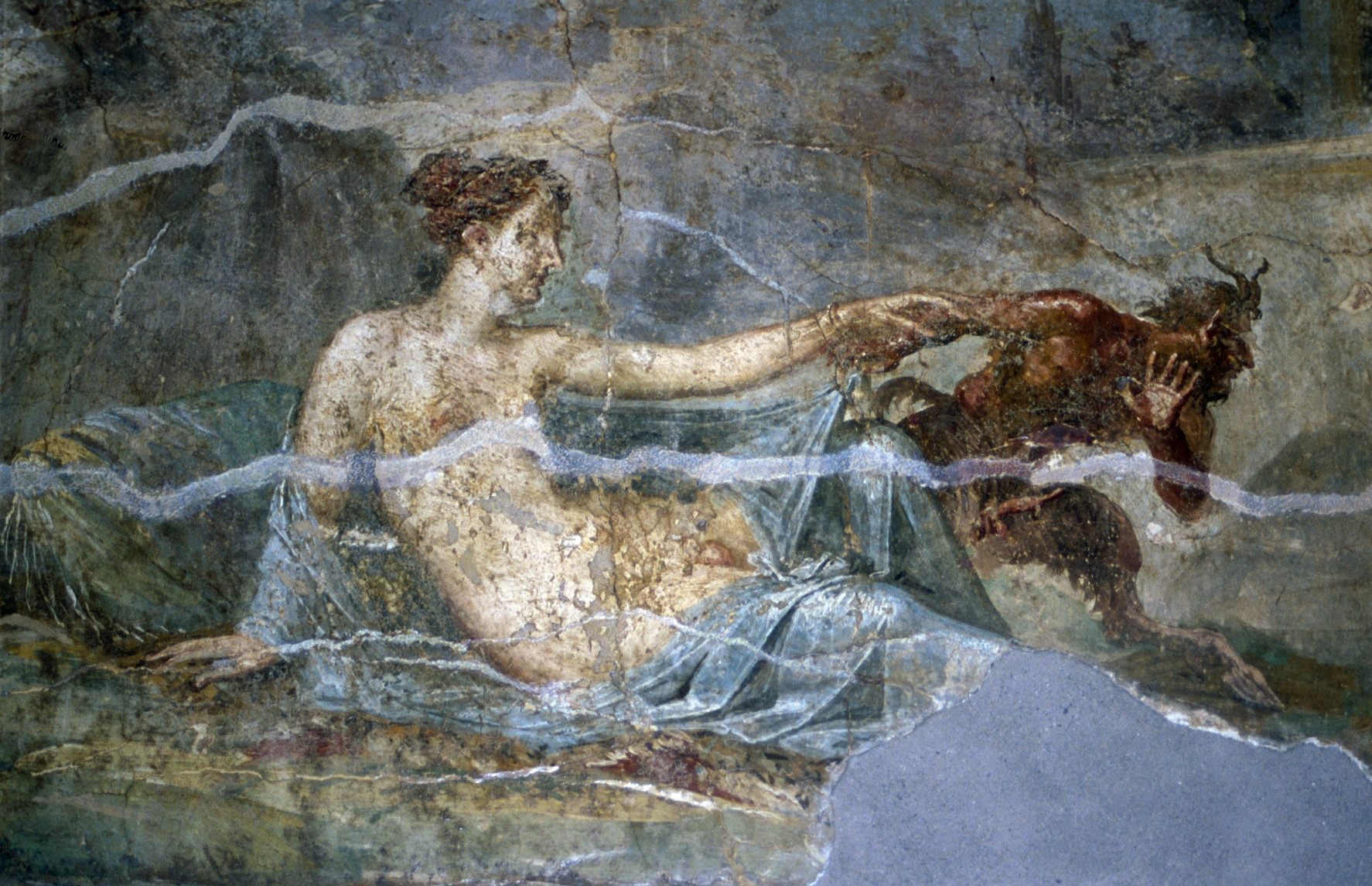
Hermaphroditus und Pan
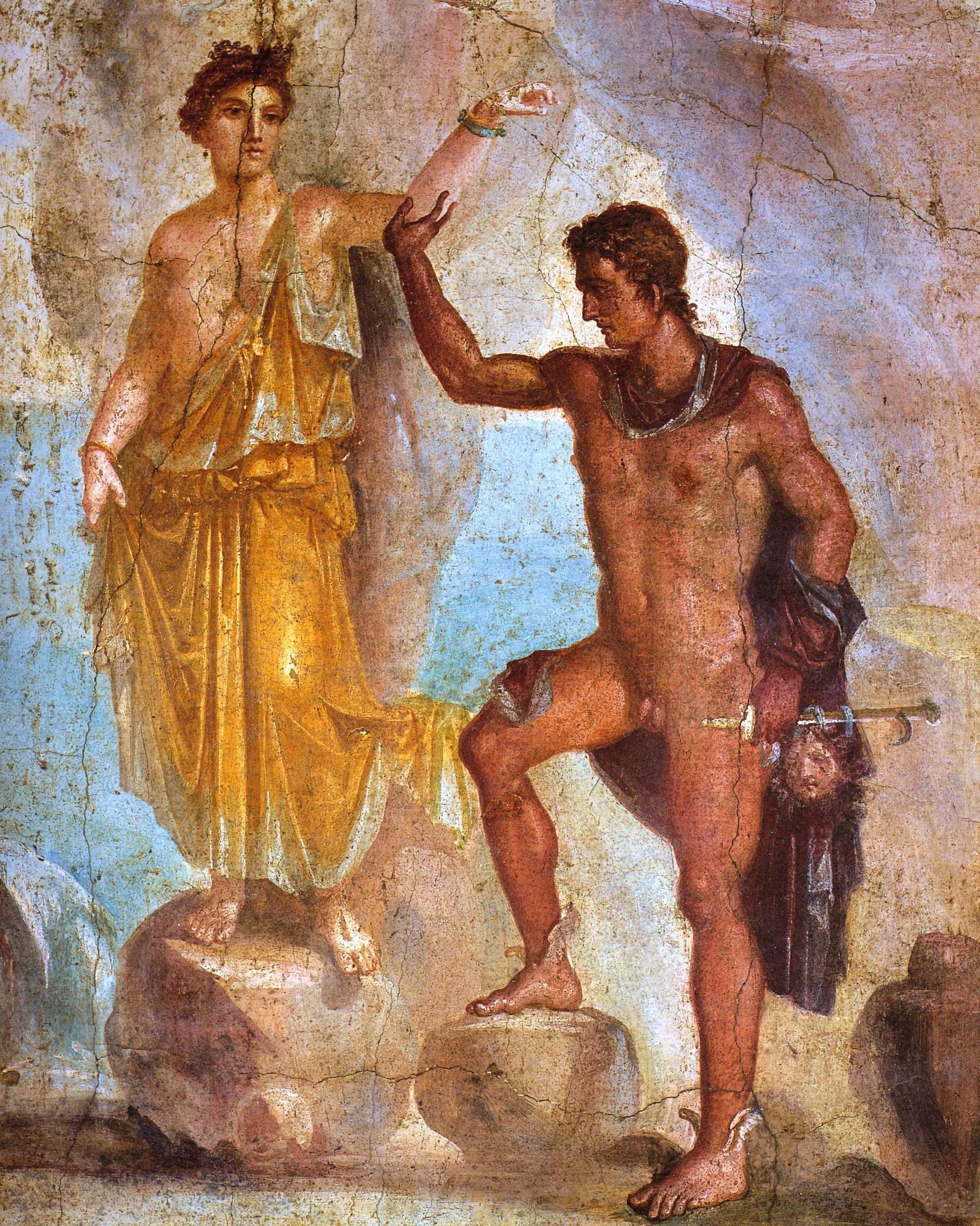
Perseus und Andromeda
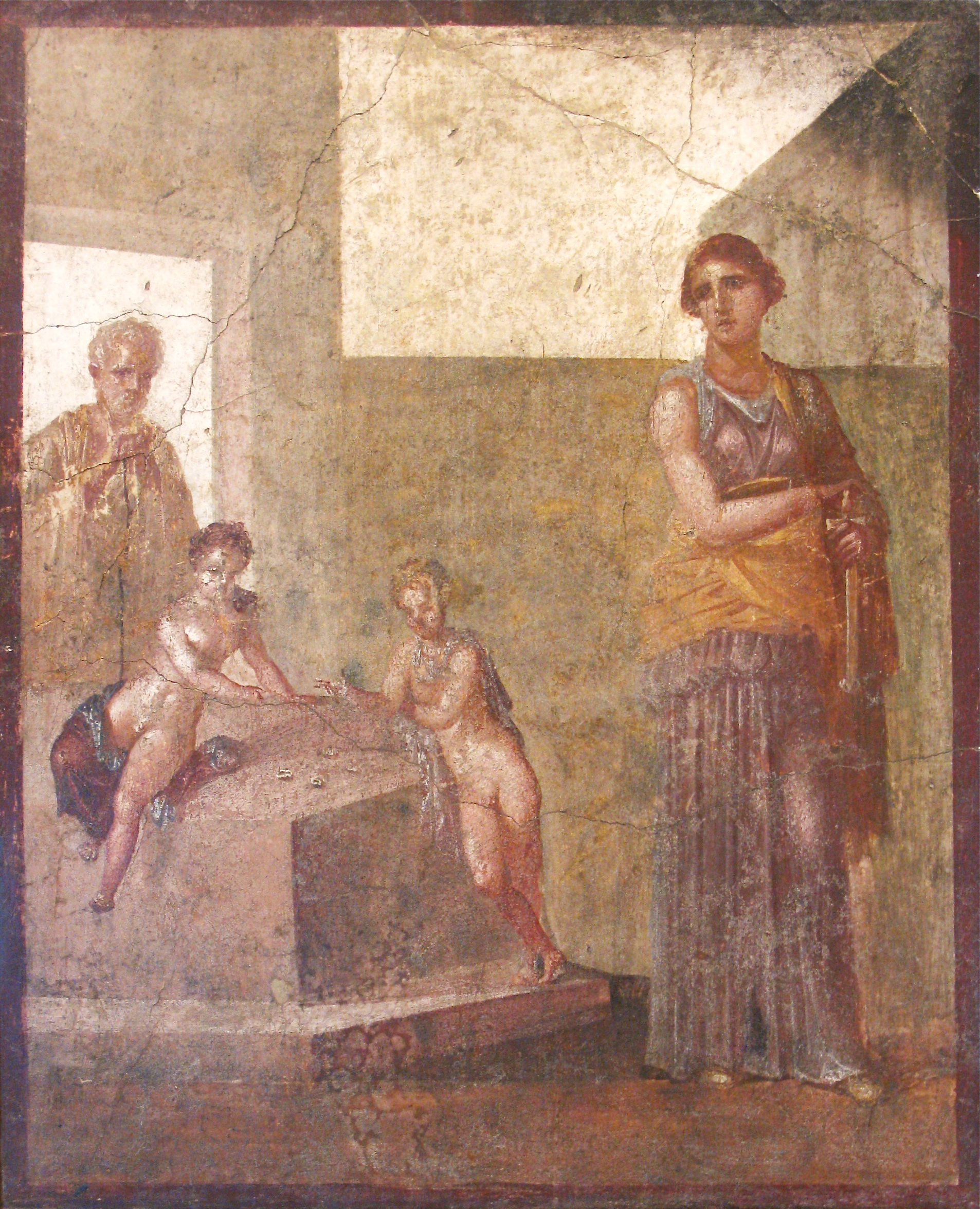
Medea